# Jörg Utecht
Jörg Utecht (* 1973) ist ein deutscher Manager. Er ist seit 2017 Vorstandsvorsitzender der Interhyp Gruppe.

## Leben
Utecht studierte Betriebswirtschaftslehre an der European Business School in Oestrich-Winkel und Informatik an der James Madison University in Harrisonburg, Virginia. Anschließend arbeitete er rund zehn Jahre bei J.P. Morgan in London und Frankfurt am Main, unter anderem als Executive Director. In dieser Funktion war er zuständig für die Corporate-Finance-Beratung von Finanzinstituten im deutschsprachigen Raum. Im Juli 2008 wechselte er als Finanzvorstand zur Interhyp Gruppe, wobei ihm die Finanzressort und der Bereich Investor Relations unterstand. Zum 1. April 2017 wurde er zum Vorsitzenden des Vorstands berufen. In dieser Position ist er zuständig für die Systementwicklung der Interhyp Gruppe sowie weitere Zentralbereiche.